# Vernonia praealta
Vernonia praealta là một loài thực vật có hoa trong họ Cúc. Loài này được (L.) Michx. miêu tả khoa học đầu tiên năm 1803.